# Военная горка
Вое́нная го́рка — музей боевой техники в городе Темрюк Краснодарского края. Расположен на возвышенности образованной потухшим грязевым вулканом Миска. Является одним из крупнейших собраний военной техники на юге России.

## История

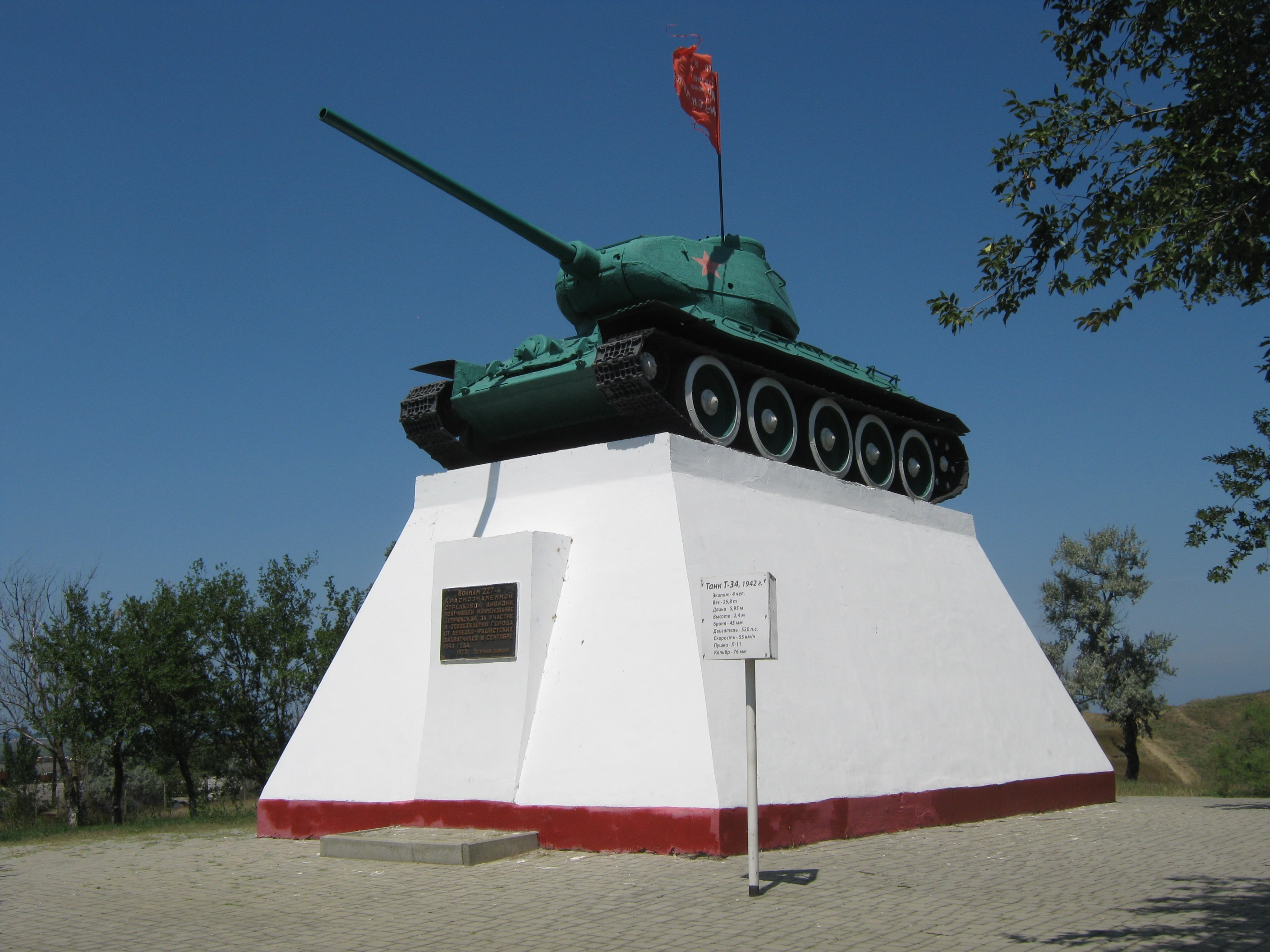
Памятник-танк Т-34-85, посвящённый освобождению Темрюка от немецких захватчиков.

Музей военной техники был открыт 27 сентября 1983 года, ко дню празднования 40-летия освобождения Таманского полуострова от немецких захватчиков.
Инициаторами создания музея были: первый секретарь районного комитета КПСС А. Ф. Куемжиев и председатель райисполкома В. Н. Салошенко. Проект разработан архитектором А. В. Брагиным.
В приобретении военной техники особую помощь оказал бывший командующий Азовской военной флотилией, на тот момент главнокомандующий ВМФ СССР, заместитель министра обороны СССР, адмирал С. Г. Горшков.
История экспонатов музея началась со списанного, стоявшего в тупике станции Старотитаровка, паровоза Су208-79. Его решено было доставить на гору Миска, где к тому времени уже стоял на постаменте танк Т-34-85, установленный в 1965 году.

## Экспозиция
В экспозиции на большом пространстве собраны боевые машины всех видов и родов войск: сухопутные (танки, бронемашины, пушки), морские (катера, торпеды, мины), воздушные (транспортный самолёт Ан-24, истребители), железнодорожные (паровоз Су208-79 с вагоном времён войны).
Посреди техники выделяются скульптурные композиции: «Мы победили», «Ура, за Родину!» и «Взрыв».
В восточной части музейной территории находится здание, где выставлены: фотографии, документы, агитационные плакаты, карты, личные вещи бойцов и командиров Красной армии.
Над экспозицией возвышается памятник (танк Т-34-85 на постаменте), установленный в 1965 году и посвящённый освобождению Темрюка от немецких захватчиков.
На памятной стеле при входе в музей написано:
Оборона Темрюка войдёт в историю Отечественной войны. За героизмом, проявленным личным составом, следит вся страна, как в своё время следила за героями Севастополя.С. М. Будённый

### Перечень основных экспонатов

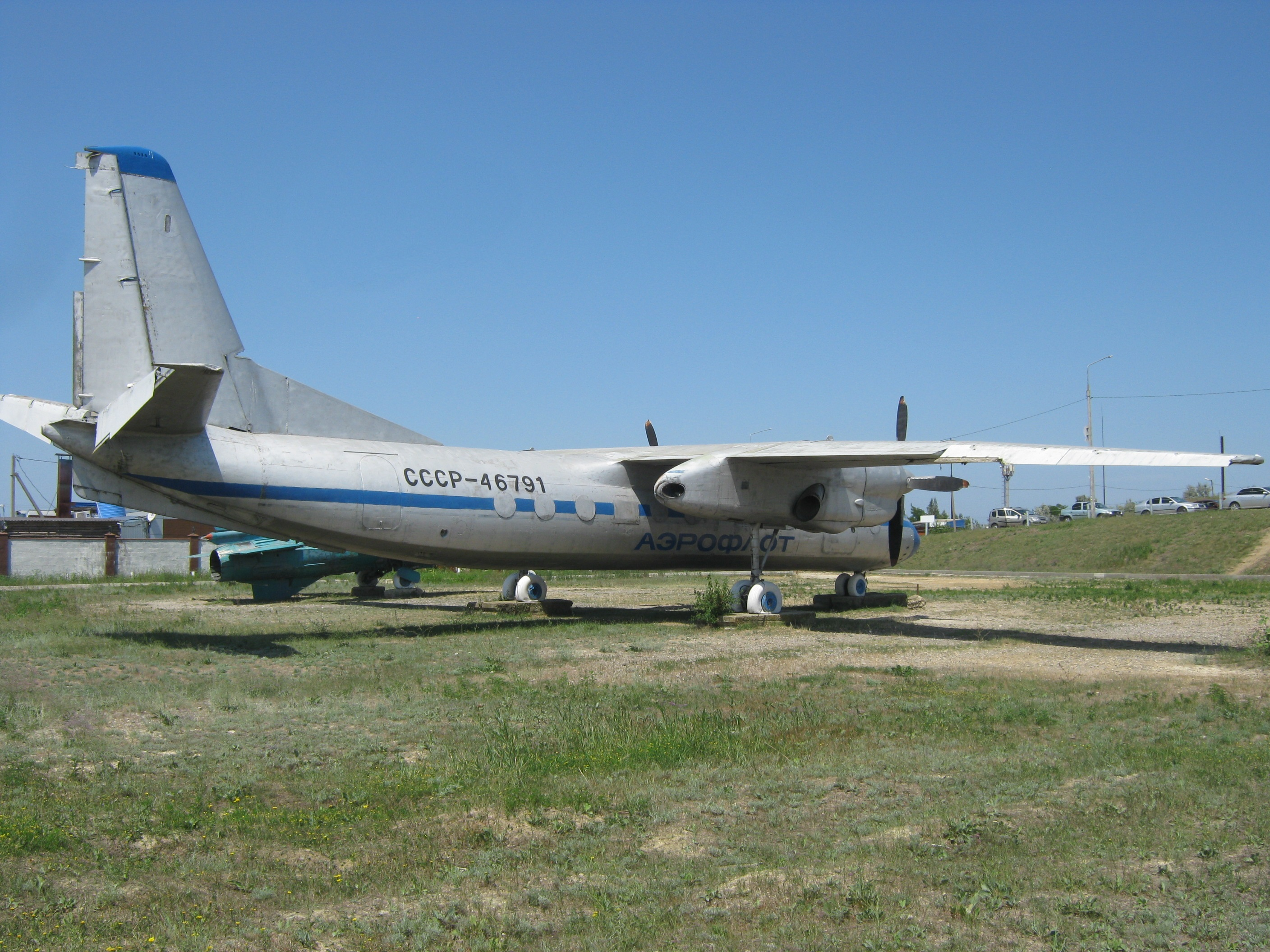
Самолёт Ан-24

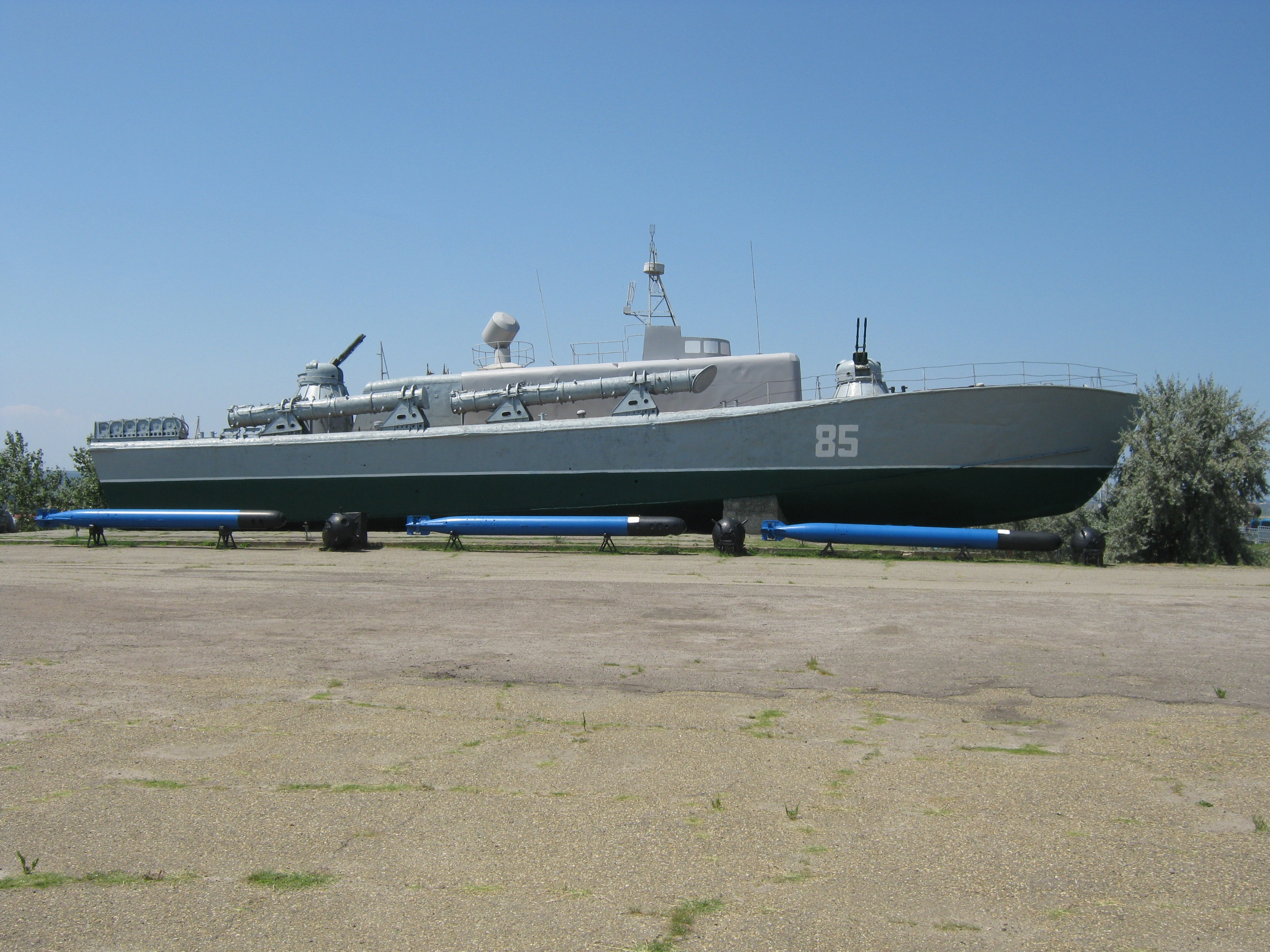
Торпедный катер Т-8 проекта 206

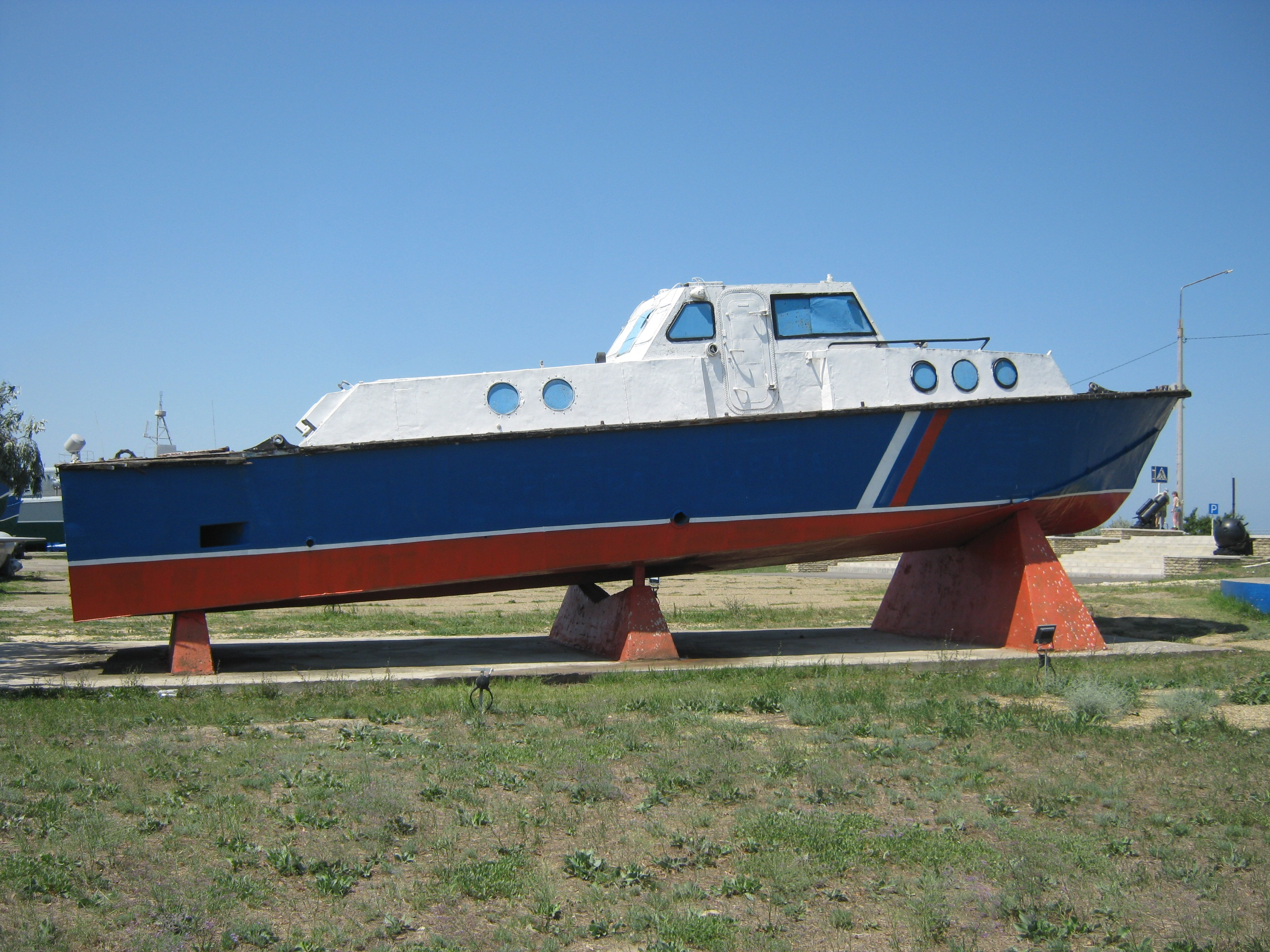
Сторожевой катер проекта 14081М «Сайгак»

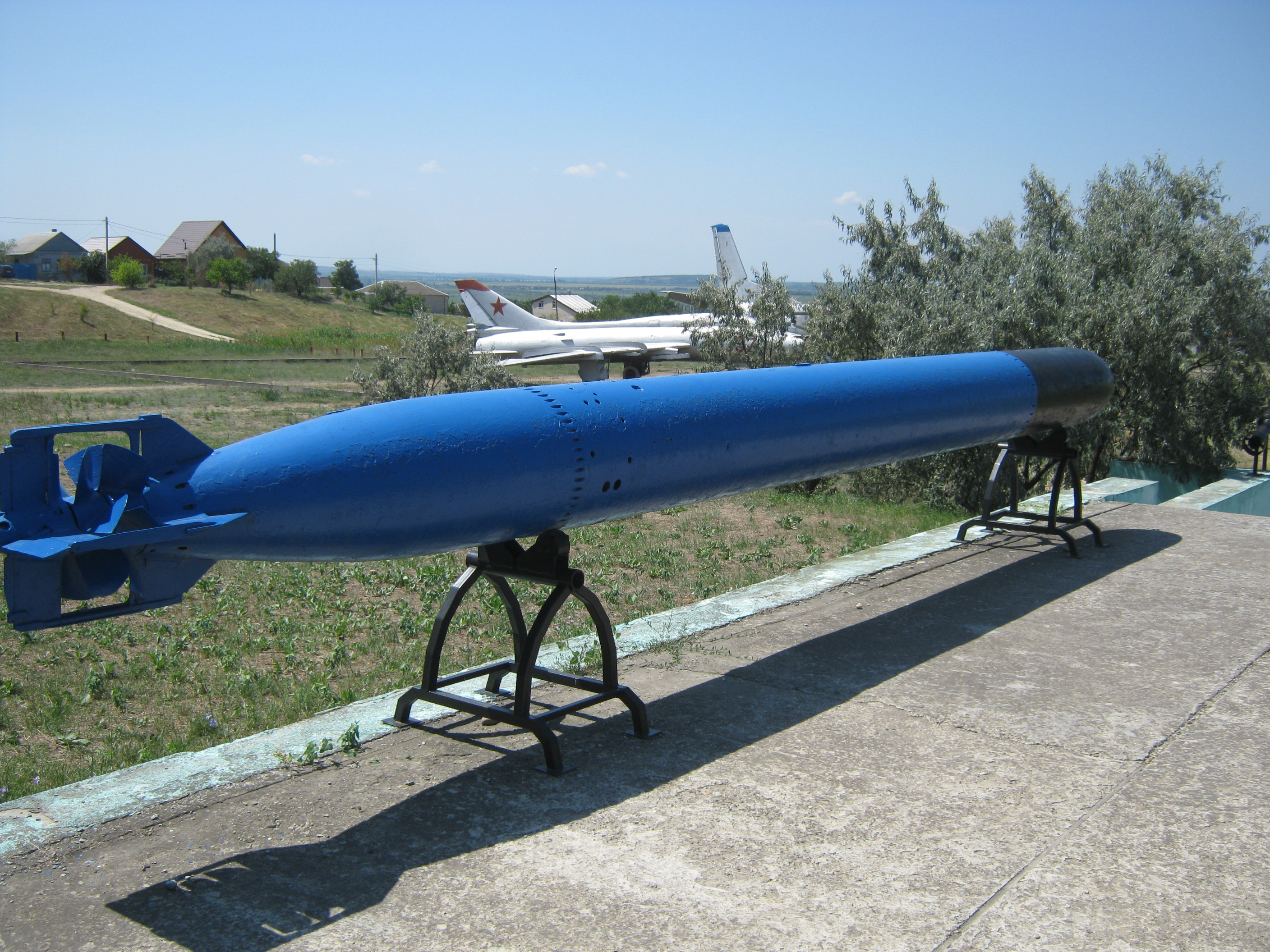
Парогазовая торпеда 53-39ПМ

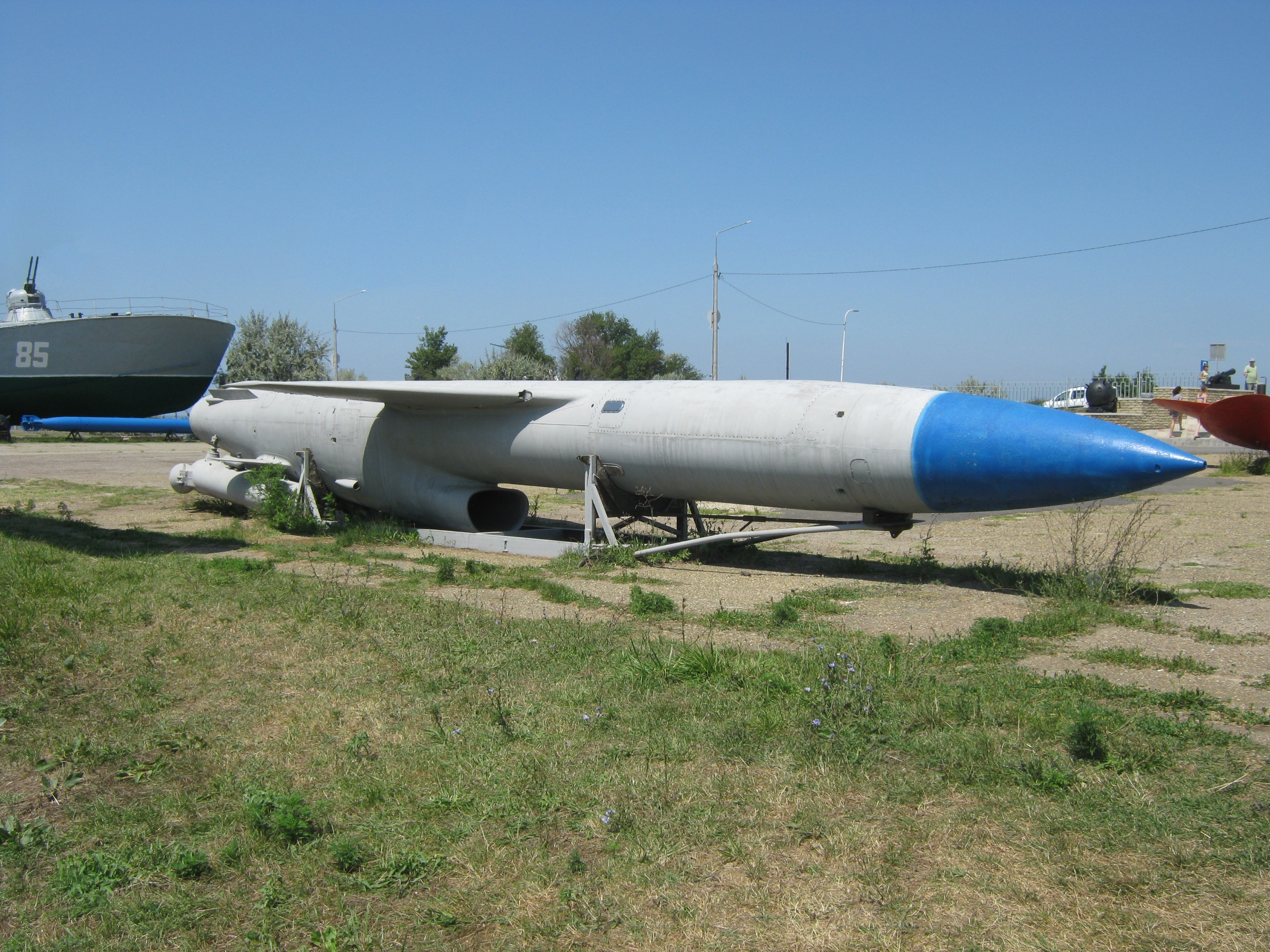
Морская ракета П-5

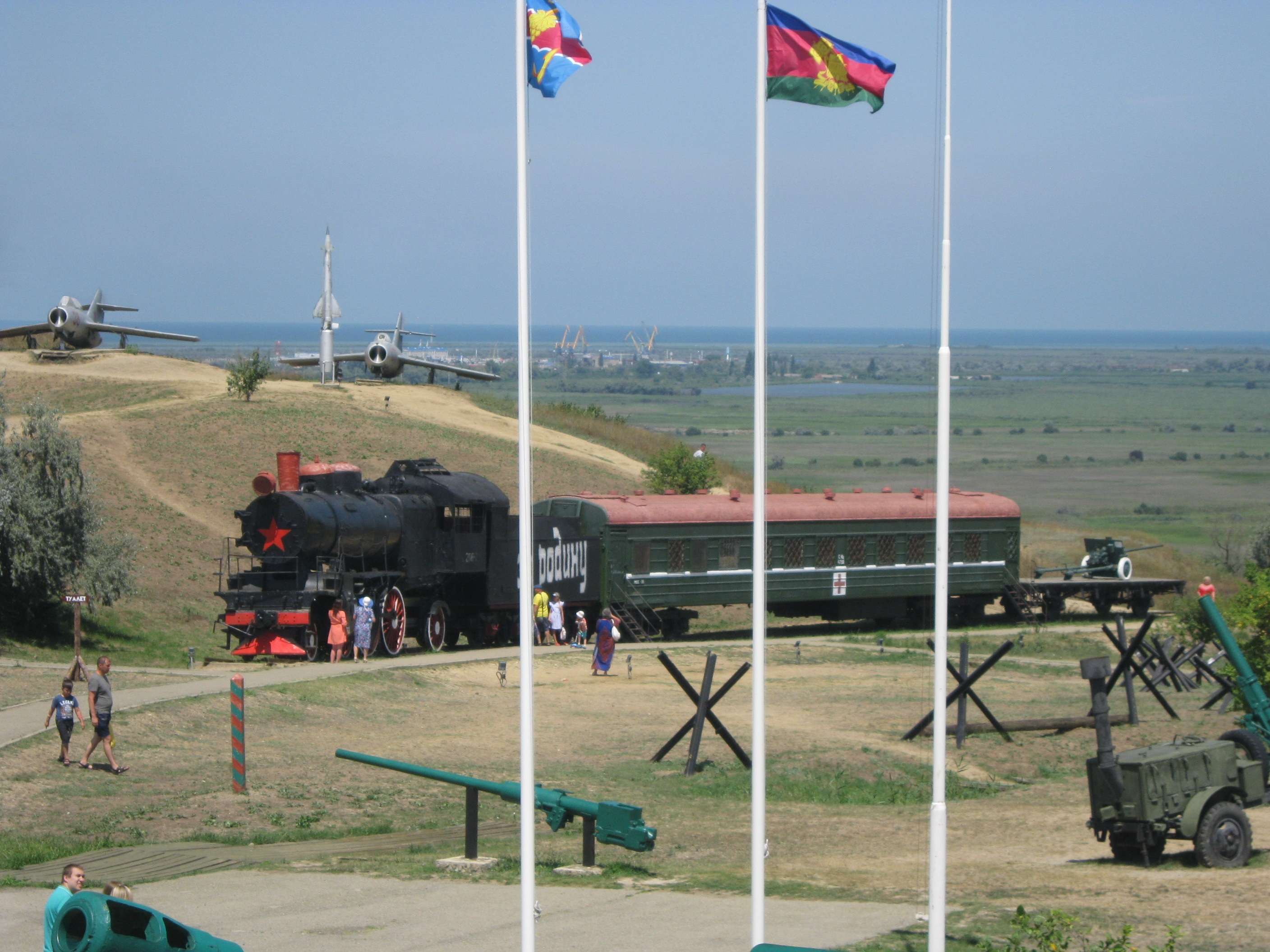
Паровоз Су208-79

#### Танки и авто-бронетехника
- Т-34
- Т-34-85
- ИС-3
- Т-54
- Т-72
- ПТ-76
- БРДМ-1
- БТР-40
- БТР-152
- БТР-60 (2 шт.)
- миномёт «Катюша»
- автомобиль ЗИС-5

#### Артиллерия
- М-30
- ЗИС-3 (2 шт.)
- КС-19 (2 шт.)
- 76-мм полковая пушка образца 1927 года
- 57 мм СМ-24-ЗИФ

#### Вооружение ПВО
- ракеты типа «земля-воздух», комплексов С-25 и С-75
- пулемёт ПВО 14,5 мм

#### Самолёты и вертолёты
- Ан-14
- Ан-24
- МиГ-15
- МиГ-17 (2 шт.)
- МиГ-21
- МиГ-23УБ
- Су-17
- Л-29
- Ми-4
- двигатель АМ-35 (2 шт.)

#### Катера и морское вооружение
- торпедный катер Т-8 проекта 206
- сторожевой катер проекта 14081М «Сайгак»
- мина гальвано-ударная (4 шт.)
- торпеды парогазовые: 45-36НУ и 53-39ПМ (всего 6 шт.)
- реактивная глубинная бомба (2 шт.)
- 45 мм автоматическая установка СМ-21
- 25-мм спаренное универсальное орудие 2М-3
- 45 мм двухствольная автоматическая артустановка
- 57 мм зенитная артустановка
- корабельная пушка ЗИФ-31
- РБУ-6000 (2 шт.)
- морская ракета П-5
- противокорабельная ракета П-15 «Термит»
- шлюпка танкерного типа
- рыбачья мотофелюга (2 шт.)
- винт гребной «Казбек»
- якоря

## Галерея фотографий

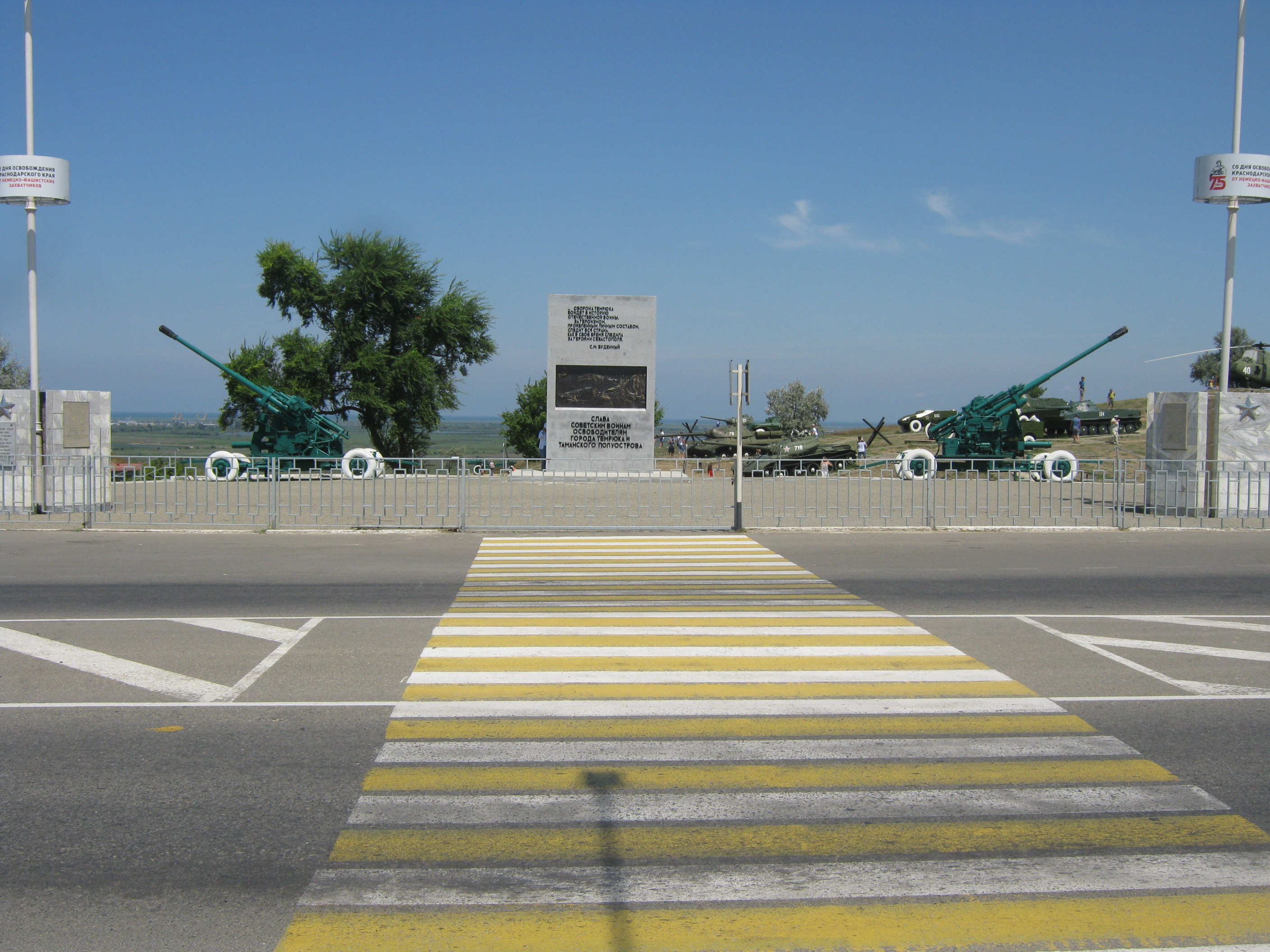
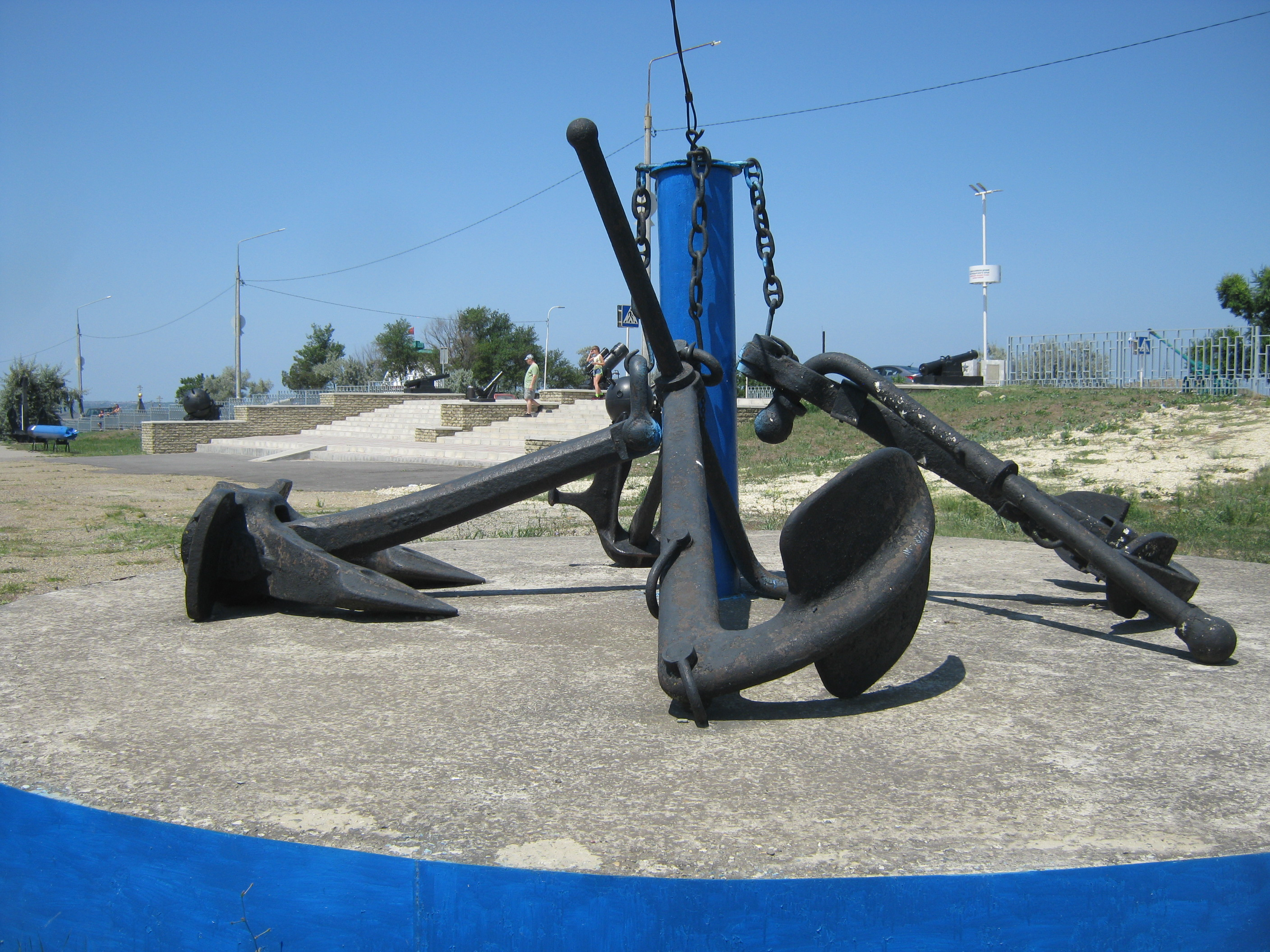
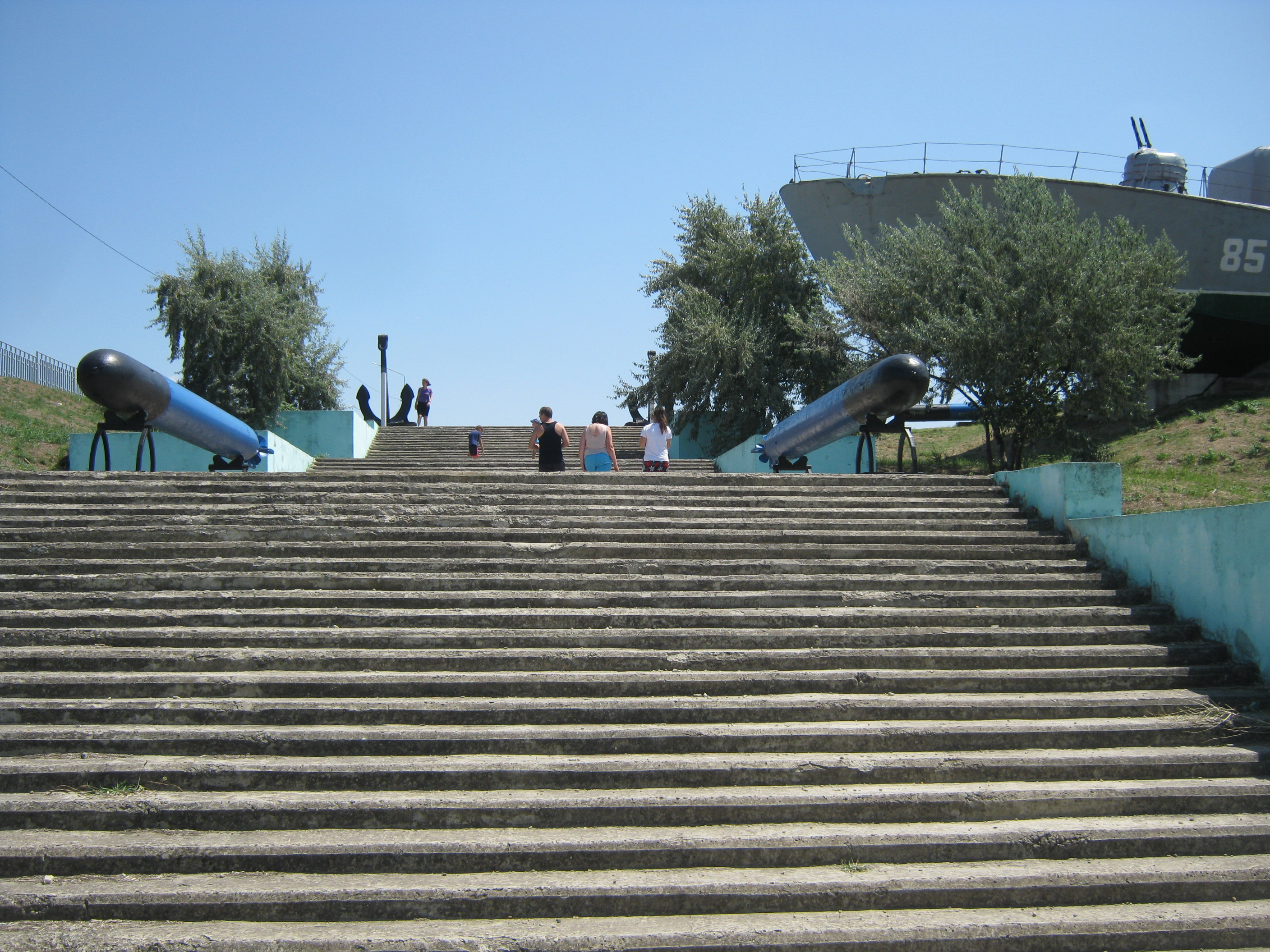
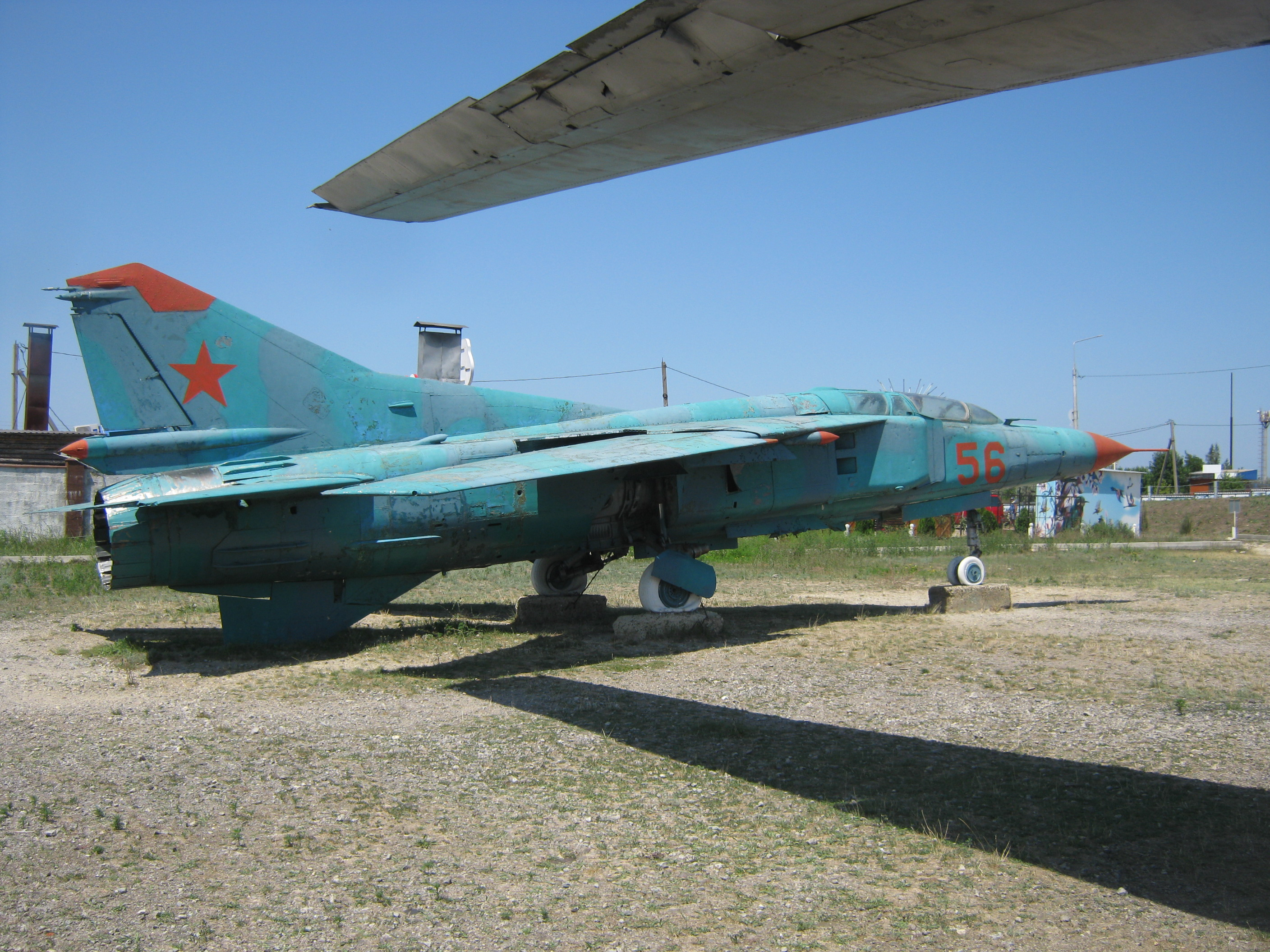
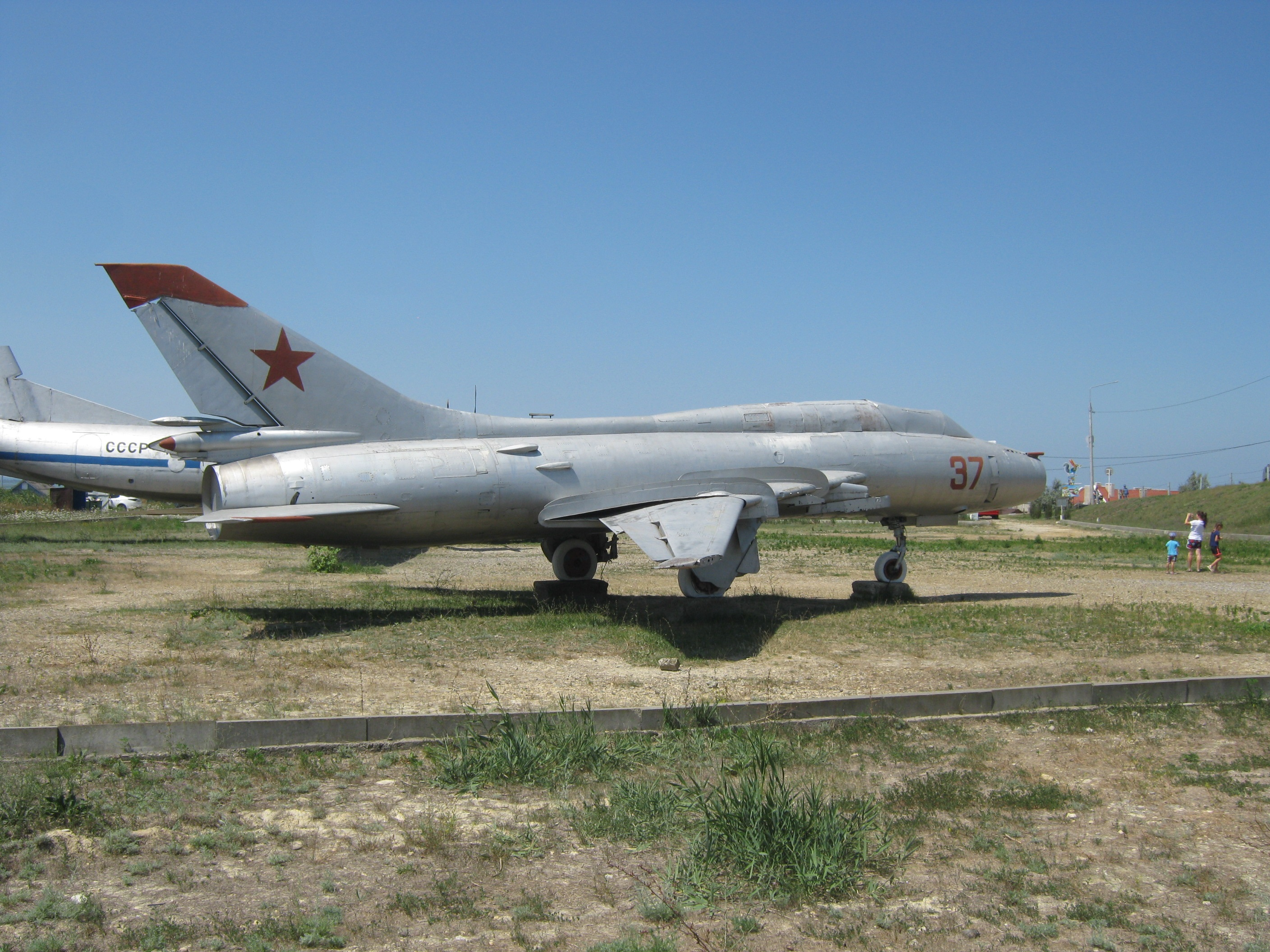
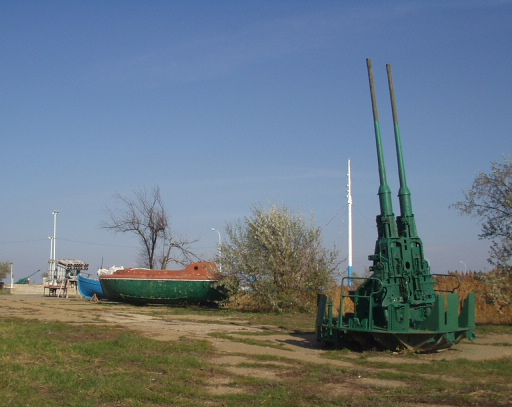
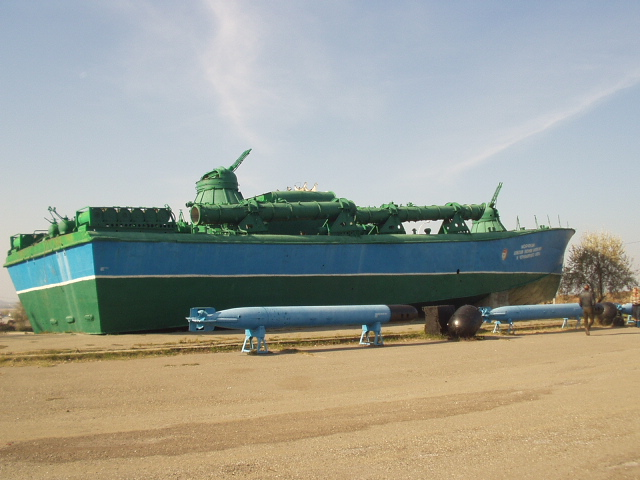
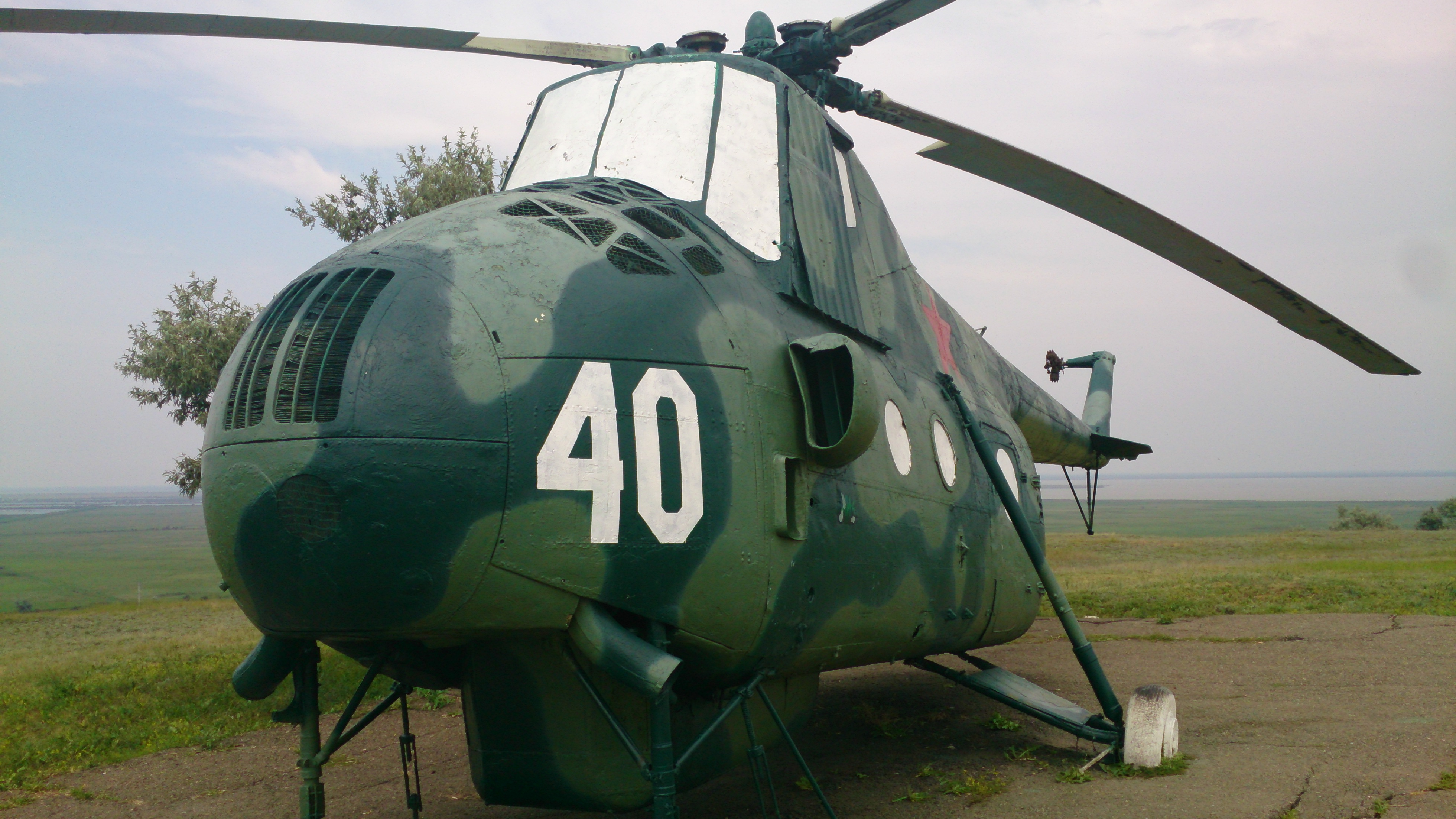
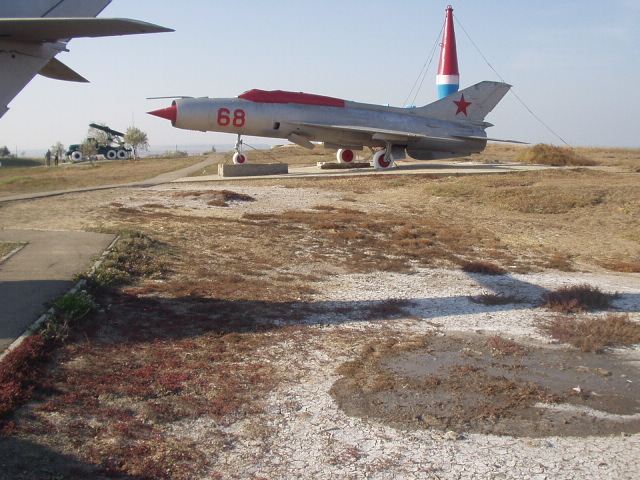
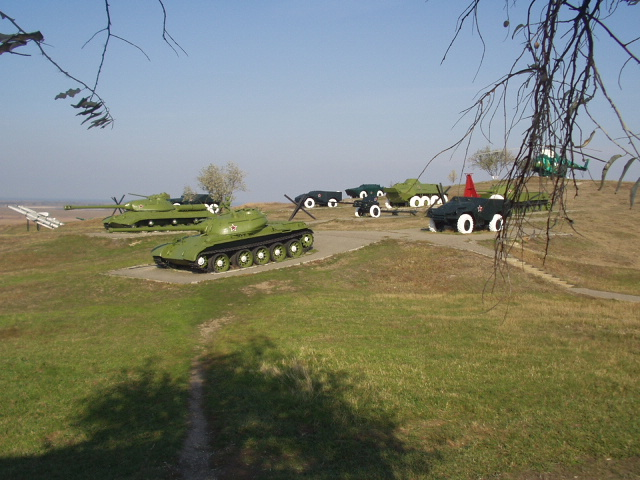
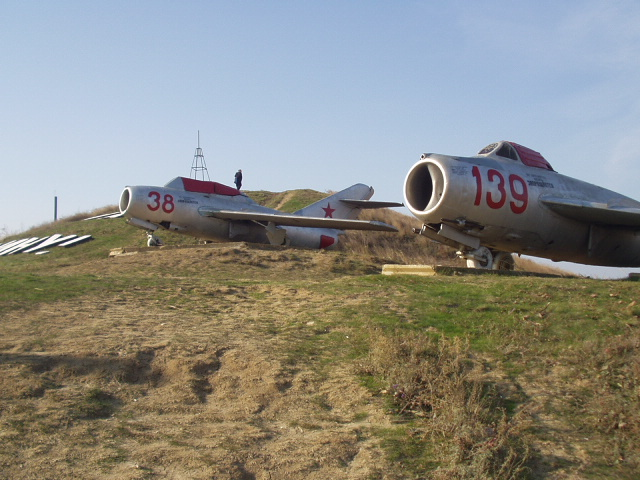
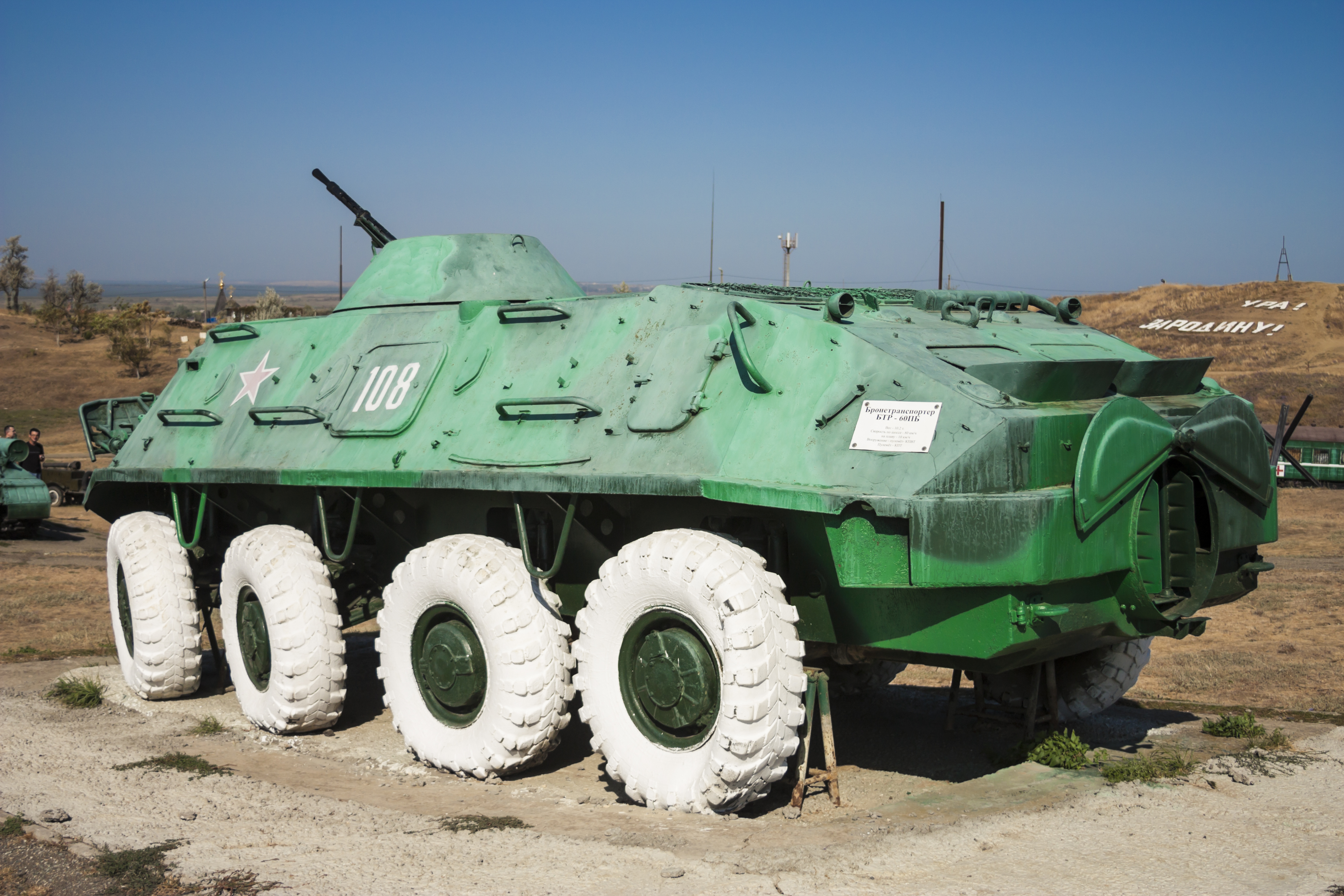
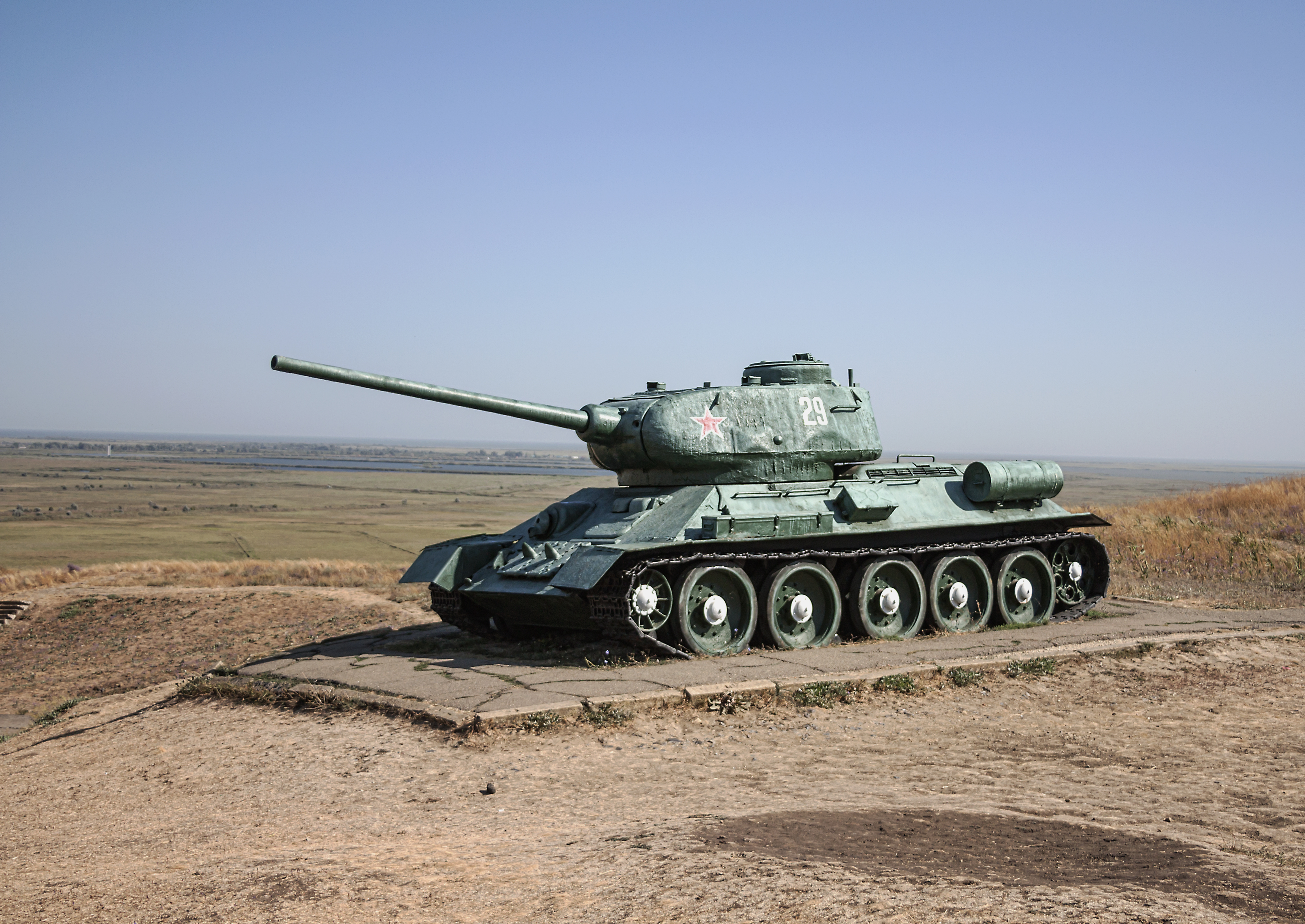
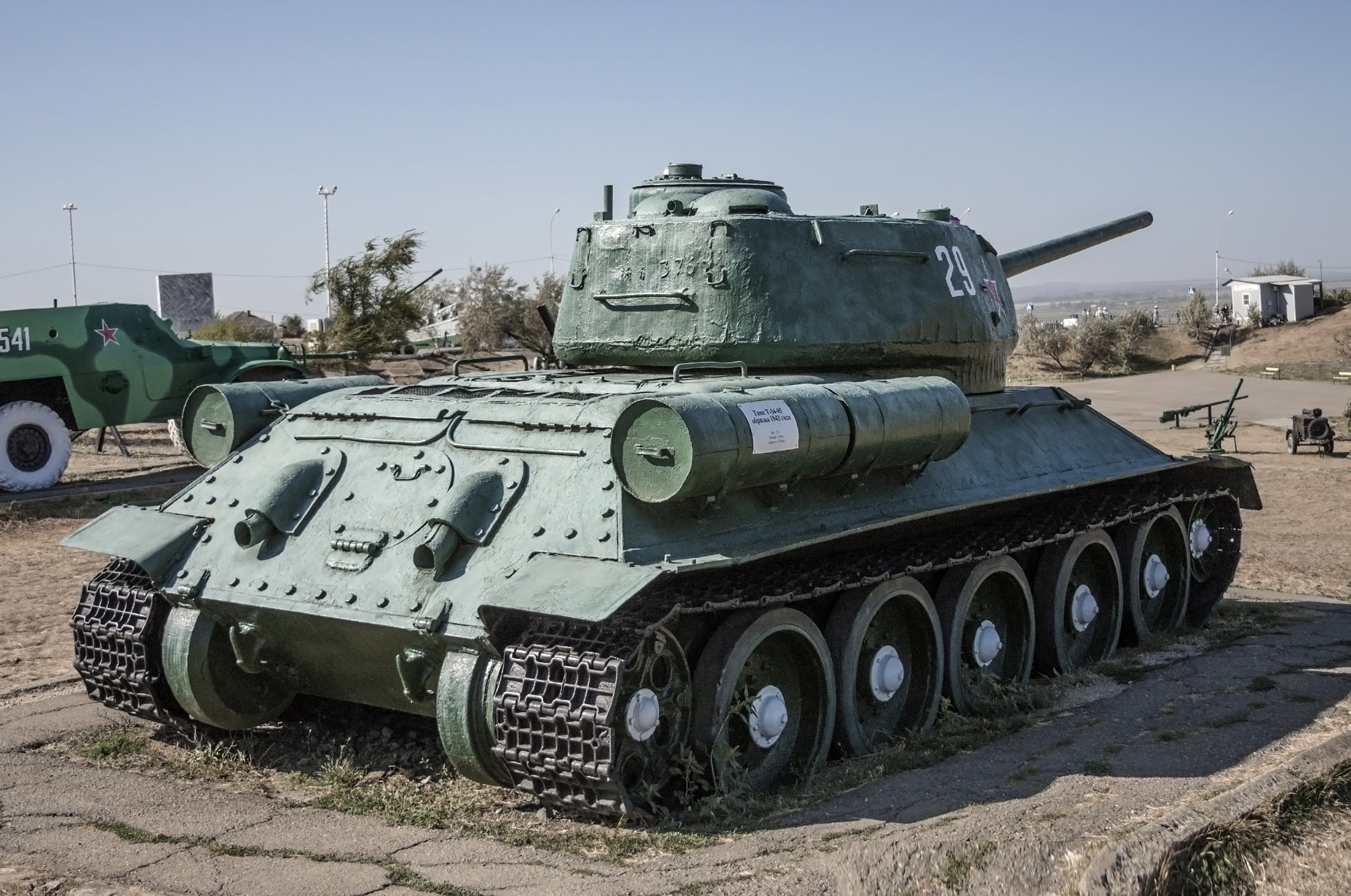
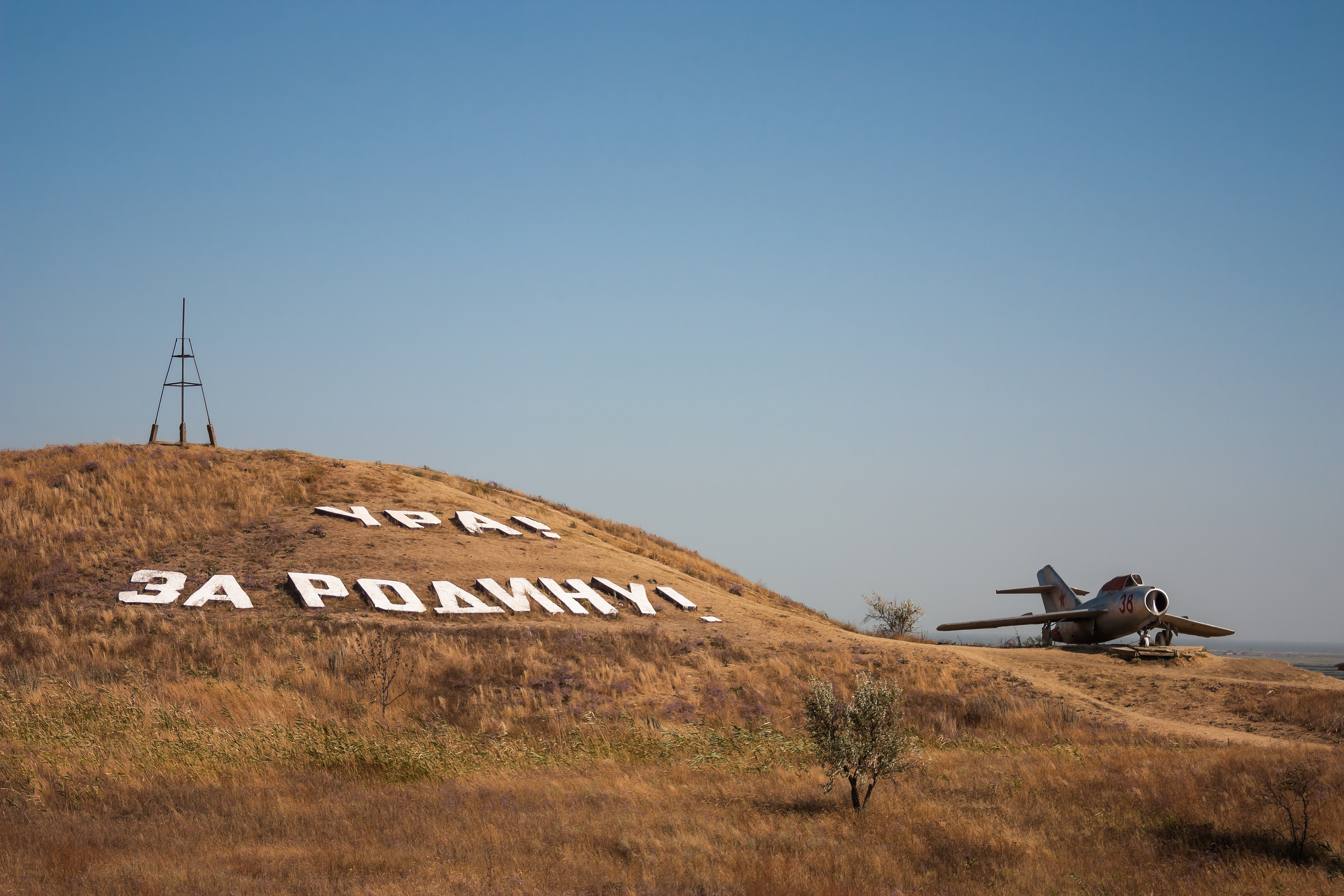
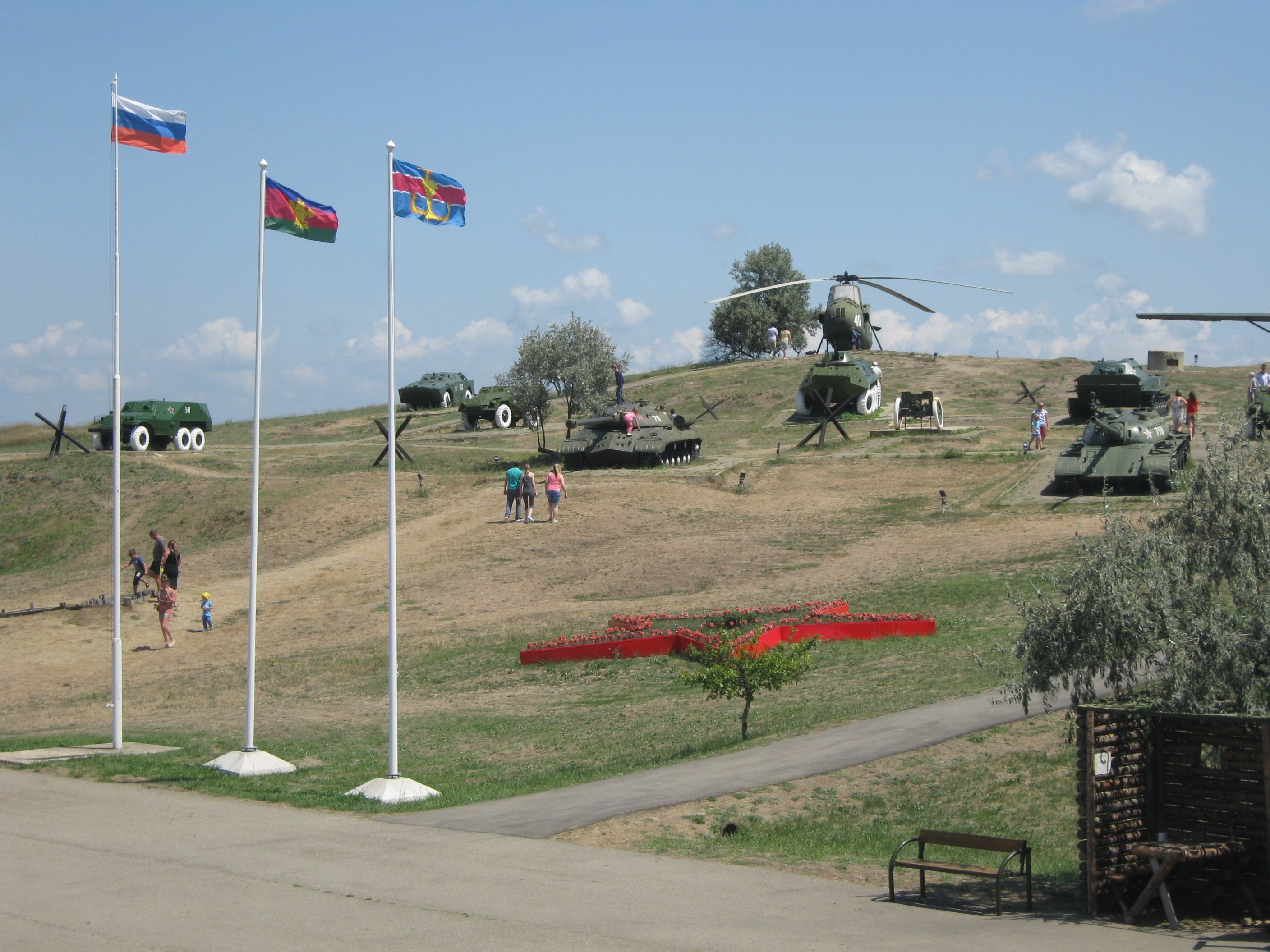
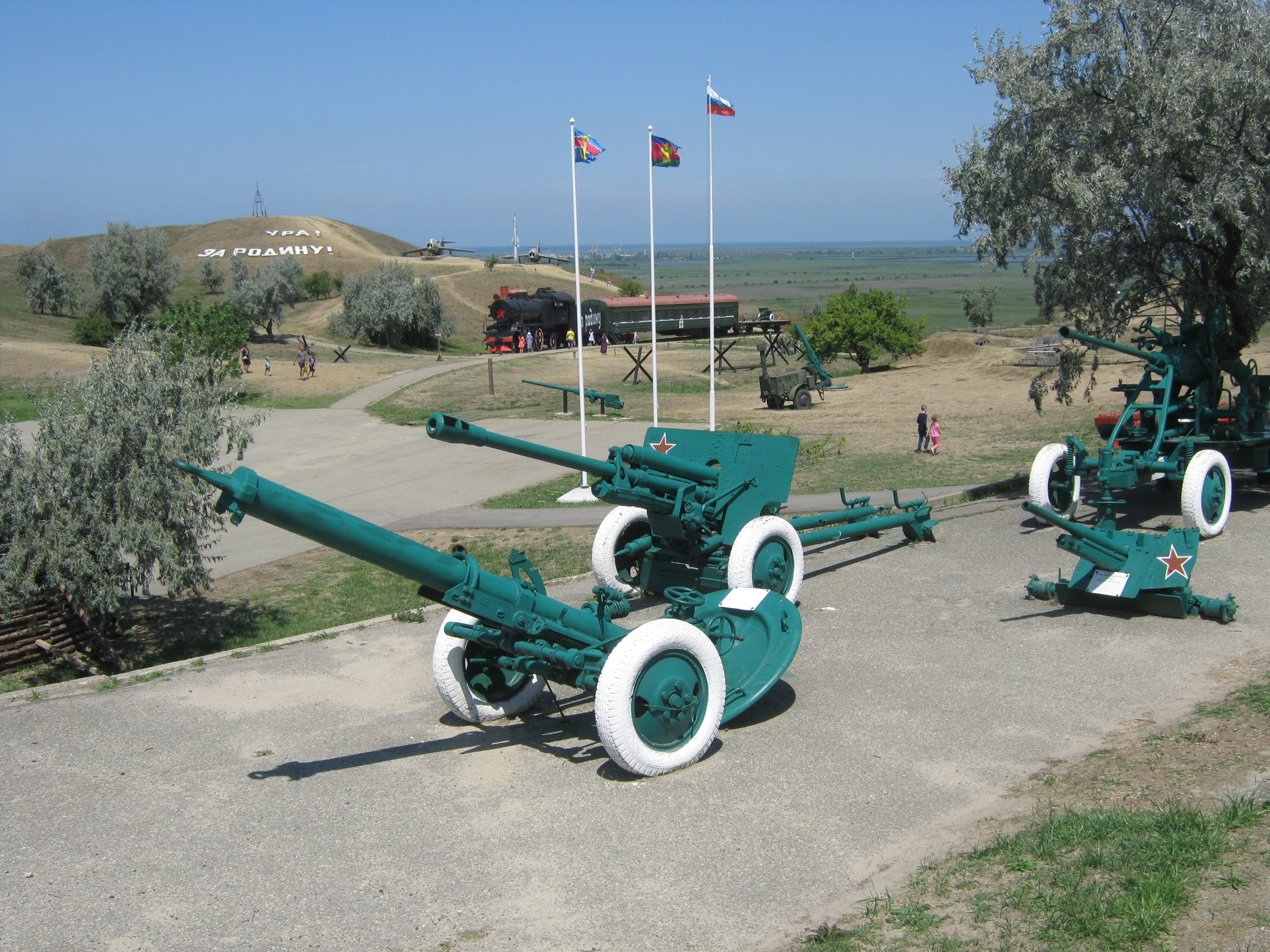
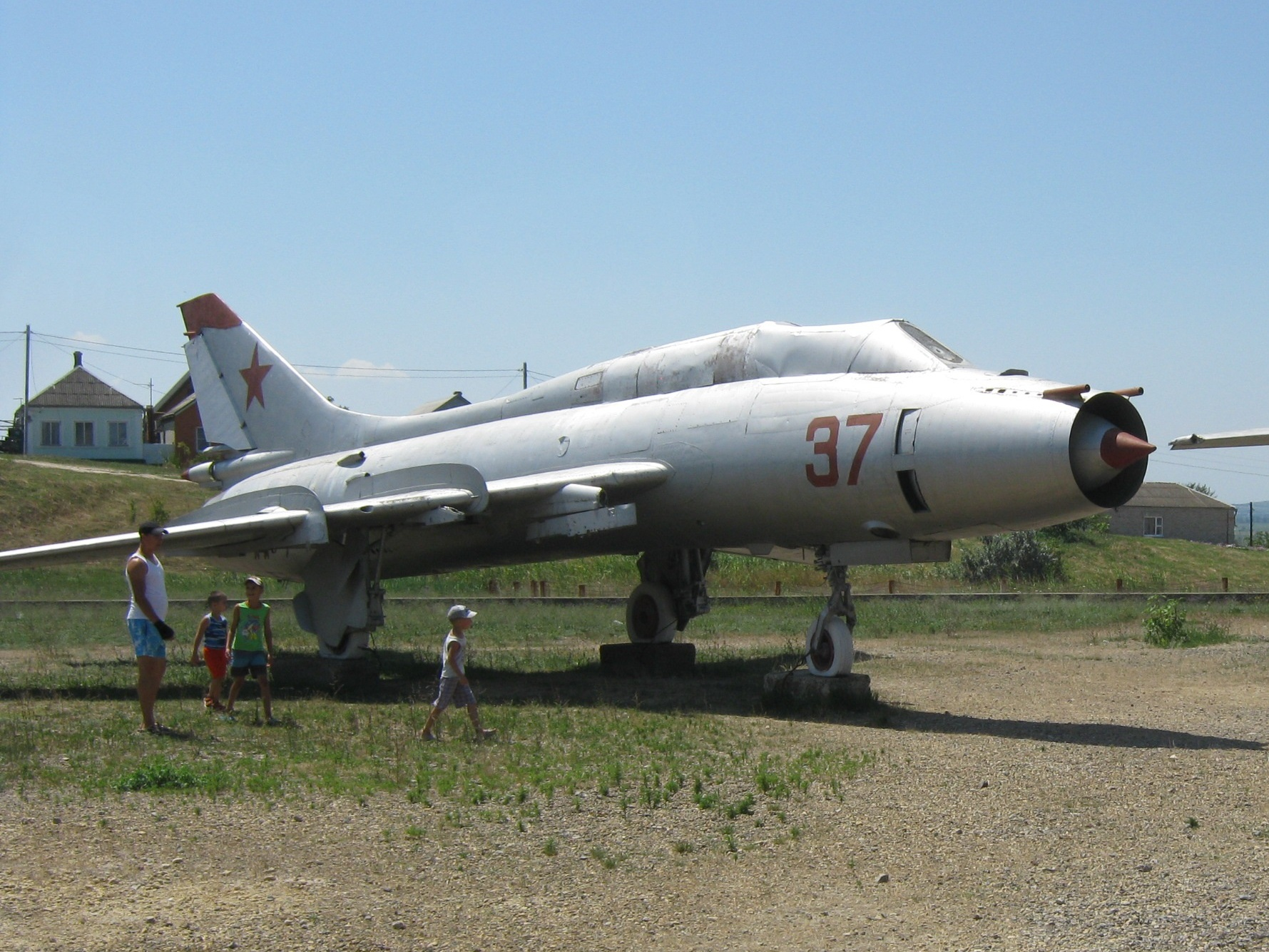
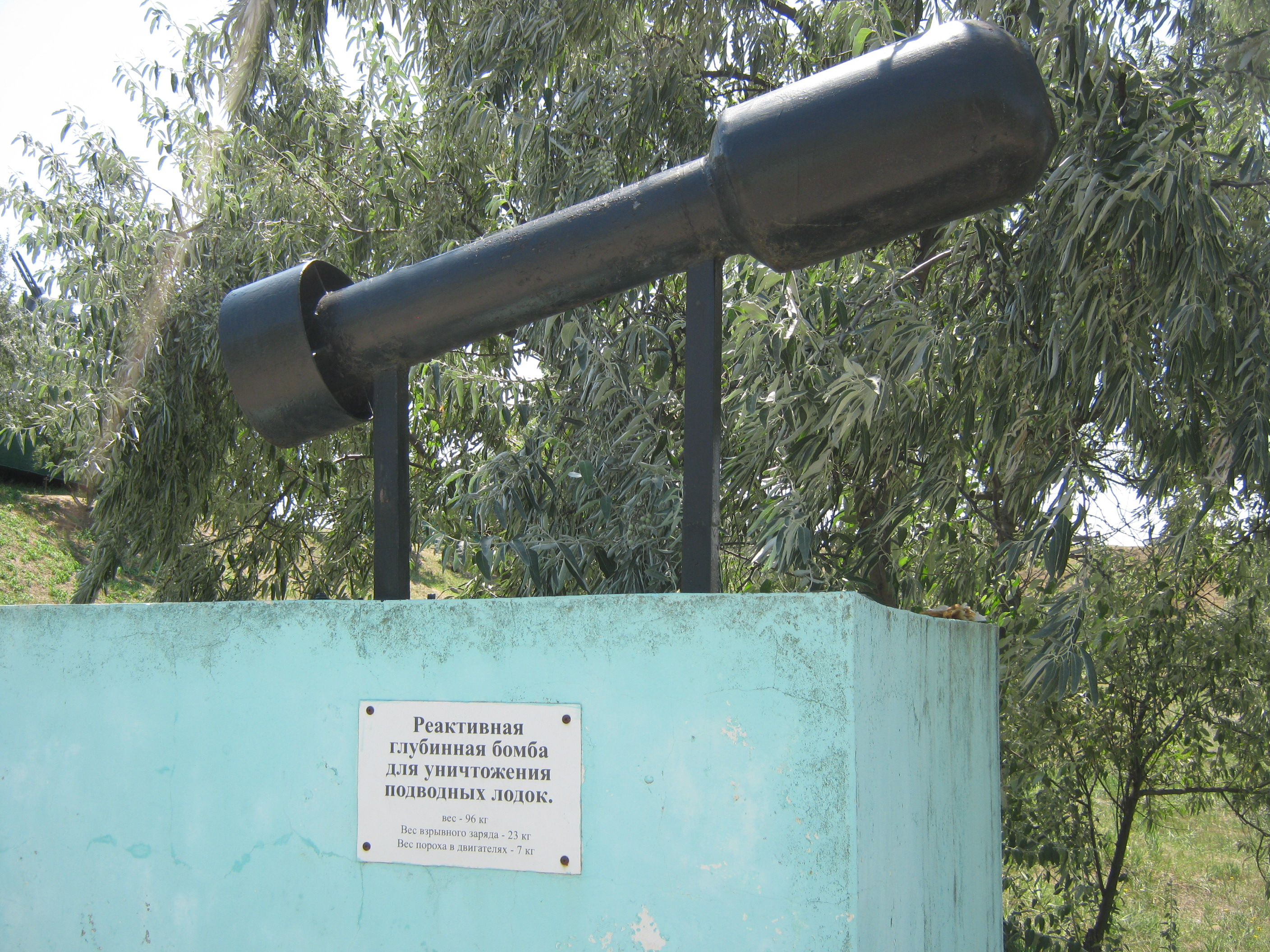
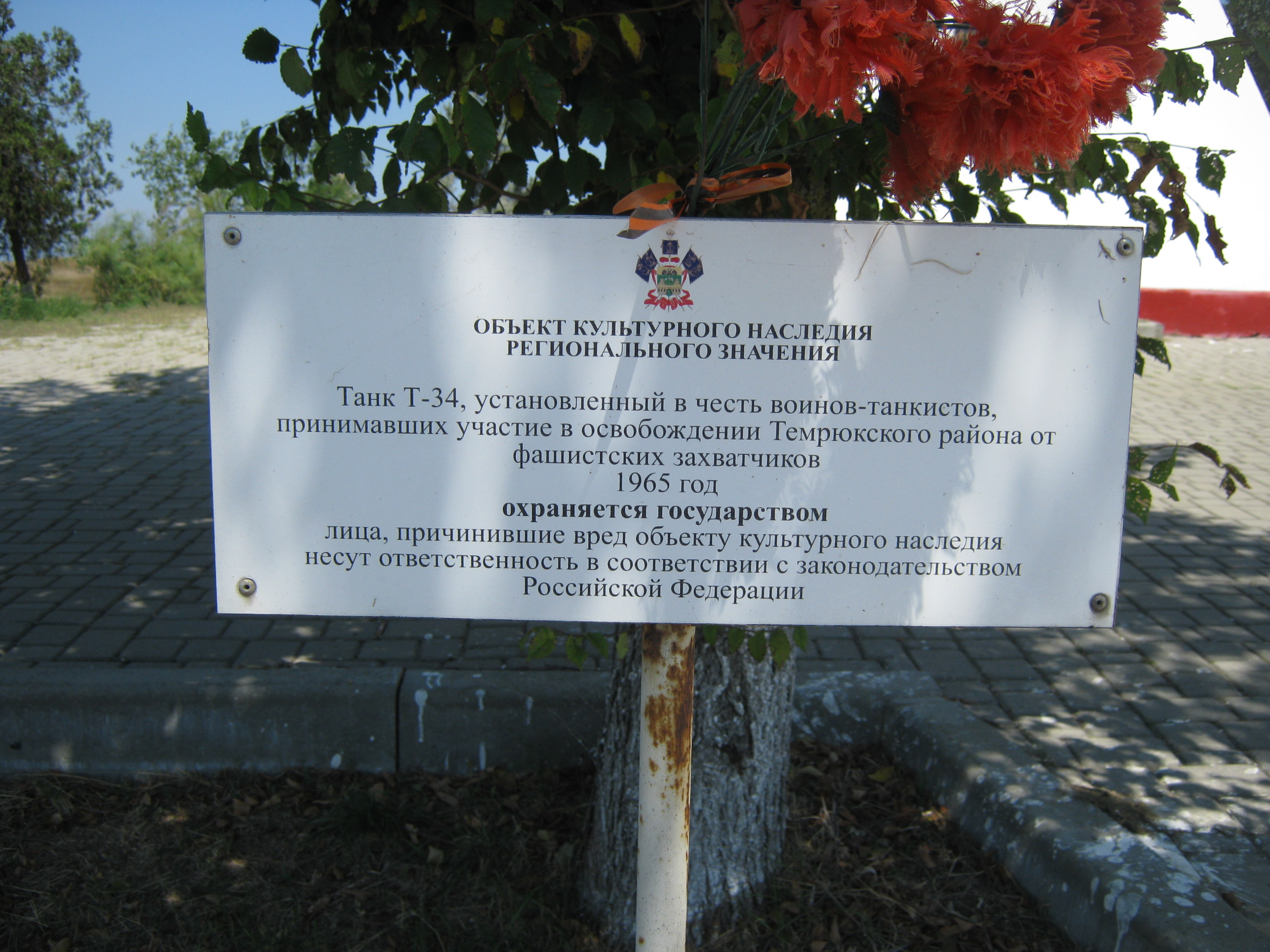
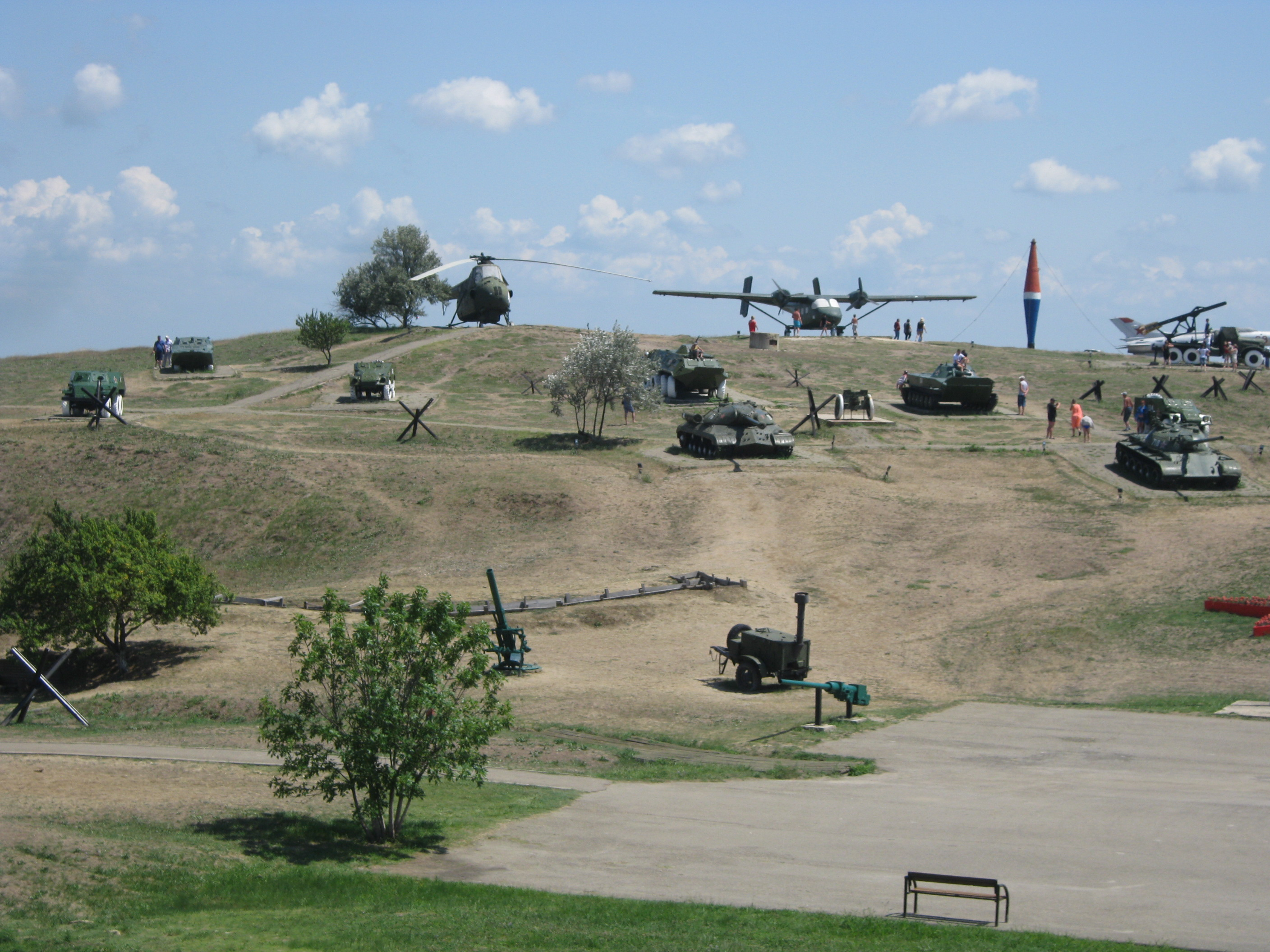
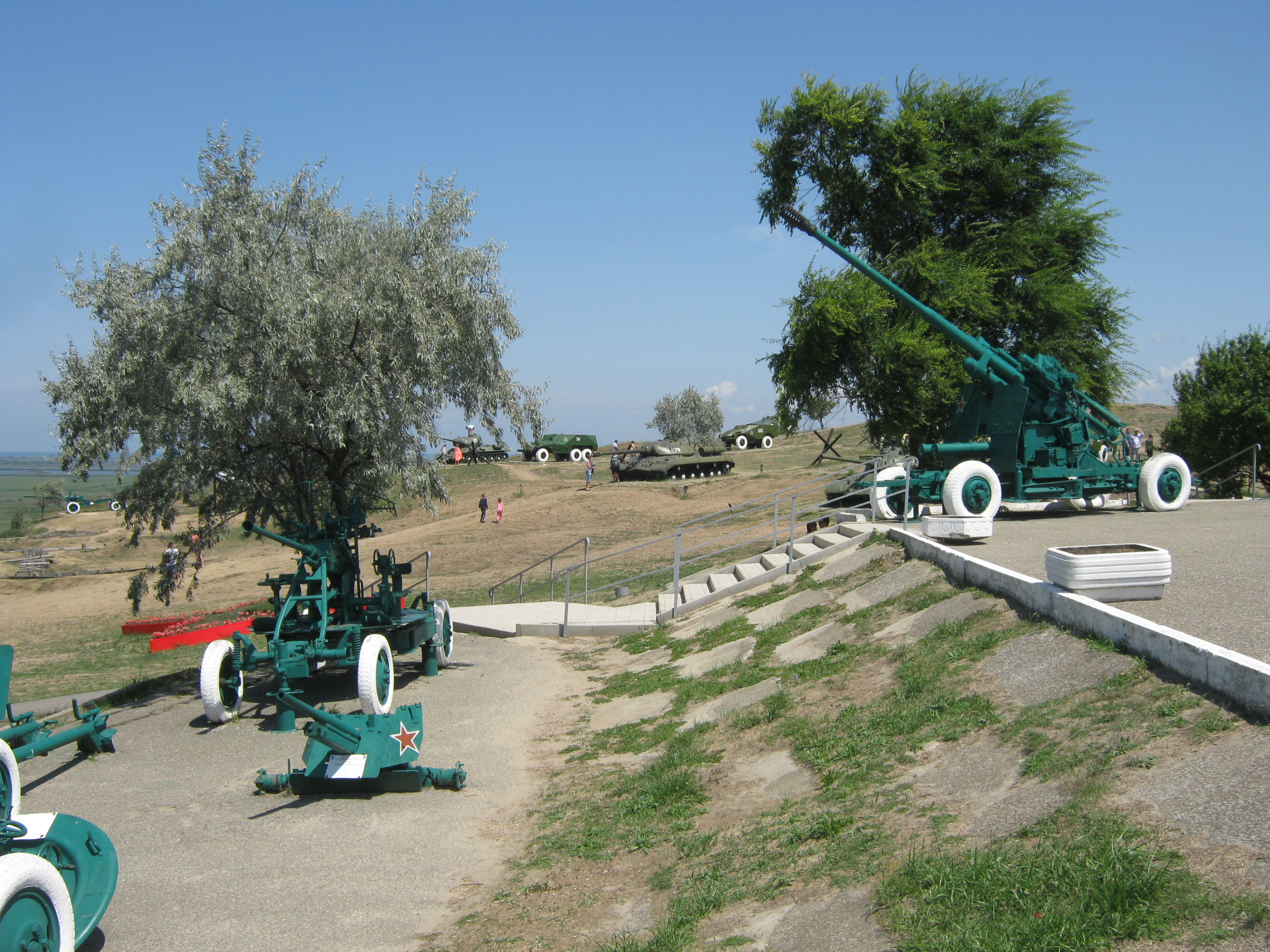
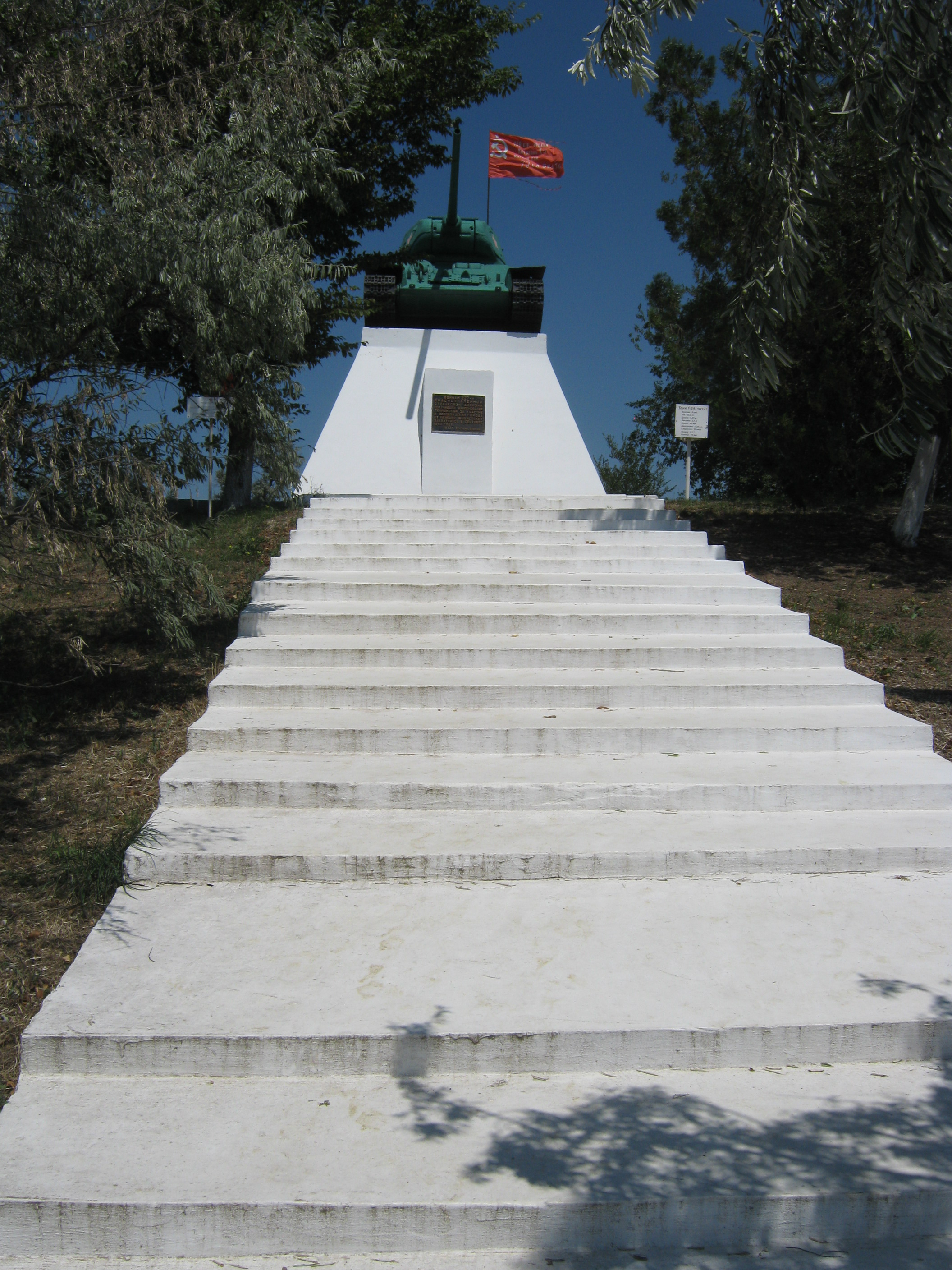
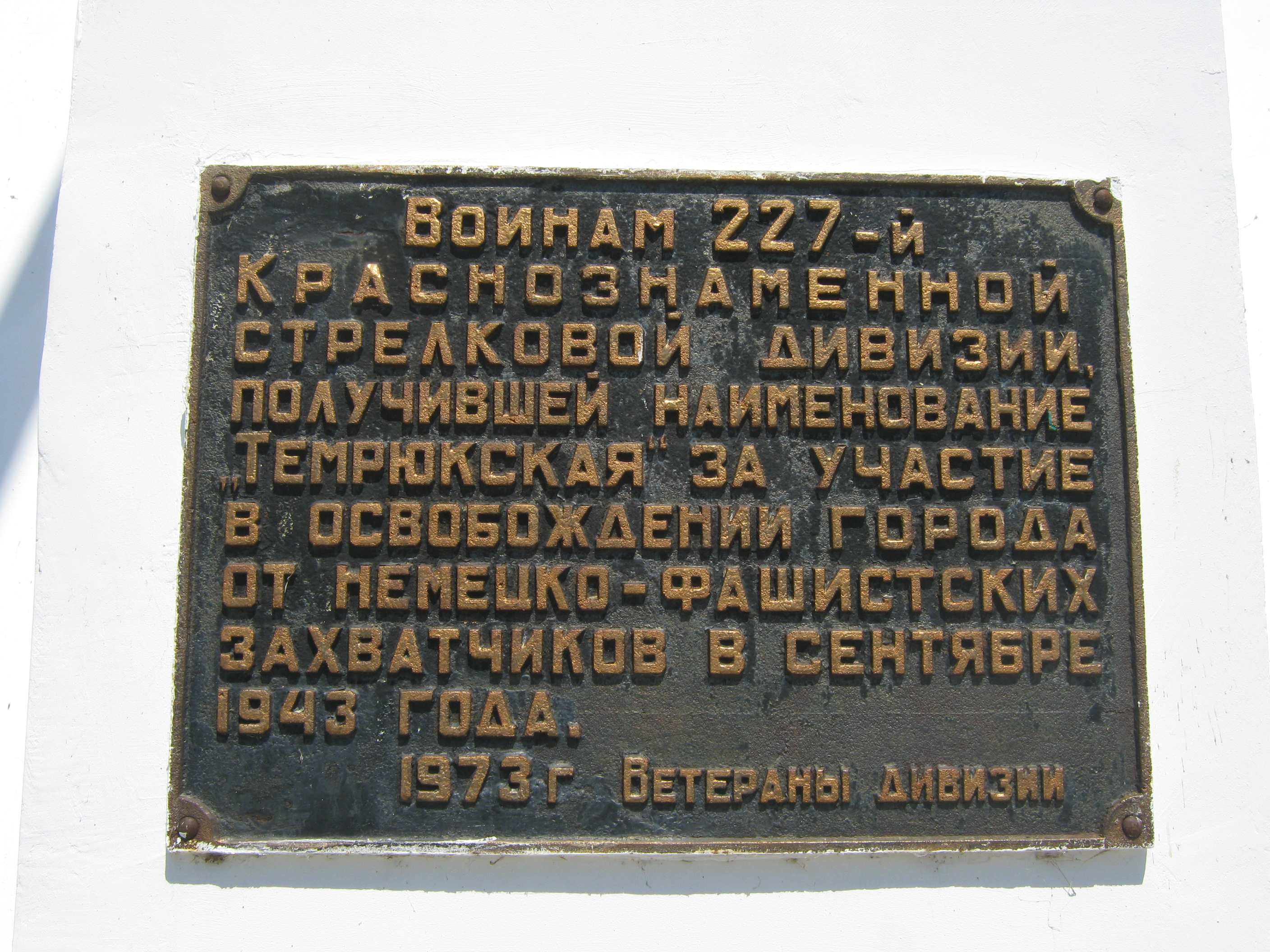
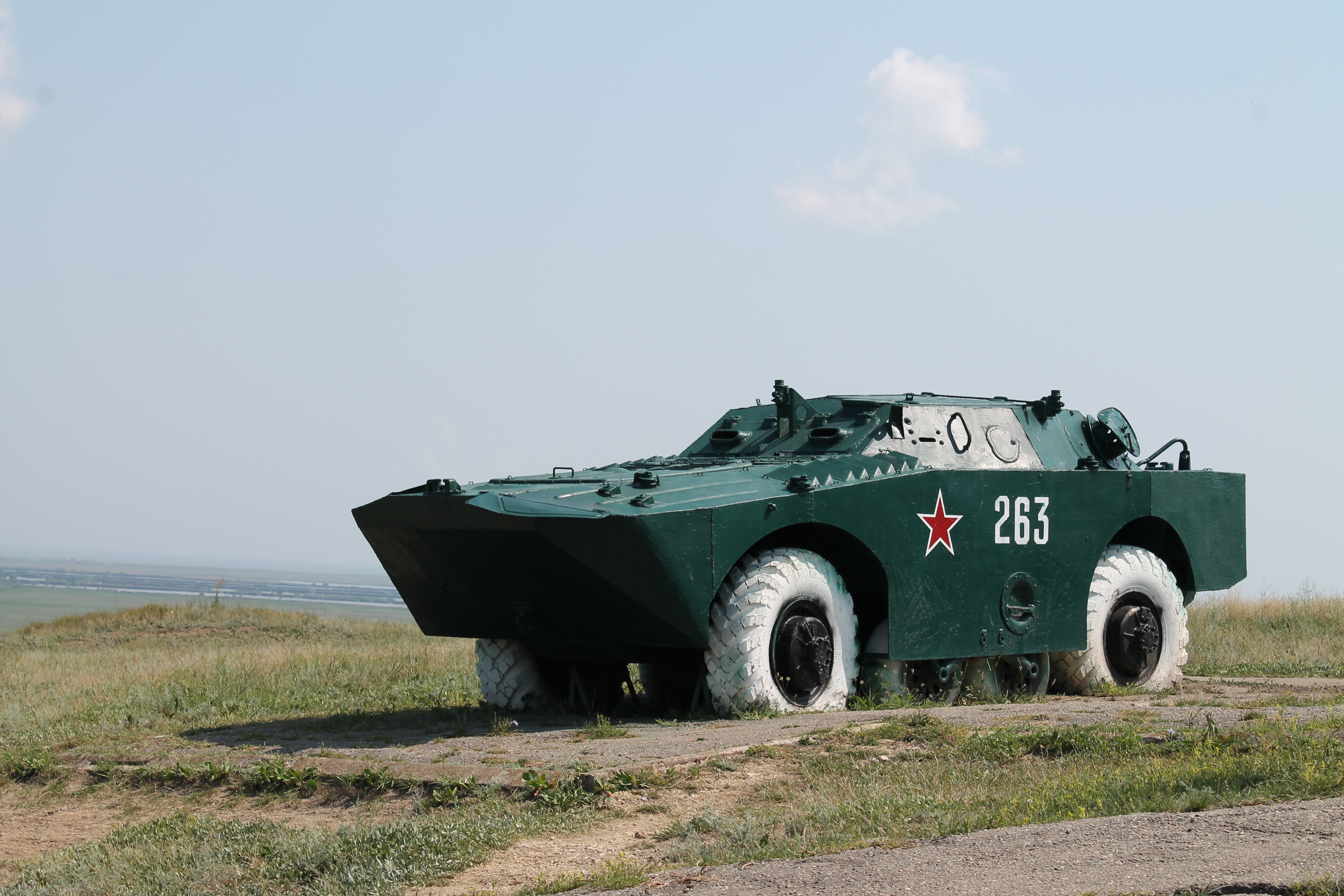

#### Железнодорожная техника
- паровоз Су208-79
- госпитальный вагон
- ж/д платформа